# Nina Bagusat
Nina Bagusat (* 12. März 1976) ist eine deutsche Filmschauspielerin.

## Leben
Nina Bagusat war in den 1990er und 2000er Jahren als Film- und Fernsehschauspielerin tätig. Sie spielte in einer Reihe von Fernsehfilmen sowie in den Serien Vater wider Willen (als Tochter „Marlene“) und Hallo, Onkel Doc! (als „Schwester Anna“). Nach 2010 war sie als Filmschauspielerin nicht mehr tätig. Insgesamt wirkte sie in 37 Produktionen mit.

## Filmografie (Auswahl)
- 1996: Das Superweib
- 1997: Rosa Roth – Die Stimme
- 1998: Der Eisbär
- 1998: Rosamunde Pilcher: Melodie der Herzen
- 1998–2001: Vater wider Willen (Fernsehserie, 14 Folgen)
- 1999–2000: Hallo, Onkel Doc! (Fernsehserie, 13 Folgen)
- 2000: Polizeiruf 110: Verzeih mir
- 2001: 100 Pro
- 2001: Suck My Dick
- 2001: 99euro-films
- 2001: Alphateam – Die Lebensretter im OP (Folge 6x19)
- 2001: Allein unter Männern
- 2002: Der Bulle von Tölz: Salzburger Nockerl
- 2002, 2007: SOKO München (Fernsehserie, 2 Folgen)
- 2004: Alles Atze (Staffel 4, Folge 3: Die türkische Braut)
- 2006: Das Kovak Labyrinth